# Albertina Frederica de Baden-Durlach
Albertina Frederica de Baden-Durlach (3 iulie 1682 – 22 decembrie 1755) a fost o prințesă germană. Ea a fost fiica lui Friedrich al VII-lea de Baden-Durlach și a soției acestuia, Augusta Marie de Holstein-Gottorp. S-a căsătorit cu Christian August de Holstein-Gottorp.

## Biografie
La 2 septembrie 1704 ea s-a căsătorit cu Christian August de Holstein-Gottorp.
În 1726, soțul ei a murit și fiul ei cel mare a devenit monarh. Un an mai târziu, el a murit fără să aibă moștenitori și fiul ei cel mic, Adolf Frederic, a accedat pe tron. Adolf Frederic era minor însă i s-a permis să guverneze cu sprijinul mamei sale și sub îndrumarea ei. Albertina Frederica i-a dăruit fiului ei domniile Stendorf, 
Mönch-Neversdorf și Lenzahn.
Prin bunica paternă, Christina Magdalena de Zweibrücken, o soră a regelui Carol al X-lea al Suediei,  Albertina Frederica a descins din casa regală suedeză, acesta fiind motivul pentru care în 1743 fiul ei a putut fi ales moștenitor al tronul Suediei.

### Copii
- Hedwig Sophie Auguste de Holstein-Gottorp (9 octombrie 1705 – 4 octombrie 1764), stareță de Herford, 1750–1764
- Karl Augustus de Holstein-Gottorp (26 noiembrie 1706 – 31 mai 1727)
- Frederica Amalia de Holstein-Gottorp (12 ianuarie 1708 – 19 ianuarie 1782), călugăriță la Quedlinburg
- Anne de Holstein-Gottorp (3 februarie 1709 – 2 februarie 1758), s-a căsătorit cu Prințul Wilhelm de Saxa-Gotha-Altenburg (1701-1771)
- Adolf Frederick de Eutin (14 mai 1710 – 12 aprilie 1771), a devenit prinț moștenitor al Suediei în 1743 și rege al Suediei în 1751.
- Frederick August de Eutin (20 septembrie 1711 – 6 iulie 1785), episcop de Lübeck și, după ascensiunea lui Adolf Frederick, Prinț de Eutin. În 1773, Frederick August a primit un nou ducat, Oldenburg, care consta în comitatele Oldenburg și Delmenhorst.
- Joanna Elisabeth (24 octombrie 1712 – 30 mai 1760), s-a căsătorit cu Christian August, Prinț de Anhalt-Zerbst și a fost mama împărătesei Ecaterina cea Mare a Rusiei.
- Wilhelm Christian de Holstein-Gottorp (20 septembrie 1716 – 26 iunie 1719)
- Frederick Conrad de Holstein-Gottorp (12 martie 1718 – 1719)
- Georg Ludwig de Holstein-Gottorp (16 martie 1719 – 7 septembrie 1763)